# داجات وارداپتیان
داجات مارتونی وارداپتیان (ارمنی: Տաճատ Մարտունի Վարդապետյան؛ زادهٔ ۱۰ مارس ۱۹۶۶) یک سیاستمدار اهل ارمنستان است که از تاریخ ۲۰۰۷ تا تاریخ ۲۰۱۸ سمت نمایندگی دوره‌های چهارم تا ششم مجلس ملی جمهوری ارمنستان را برعهده داشت.

## زندگی‌نامه
در ۱۰ مارس ۱۹۶۶ در روستای hy:Փոքր Գոնդուրա به دنیا آمد و از دانشگاه دولتی اقتصاد ارمنستان فارغ‌التحصیل شد. 